# بلایند ایدیت گاد
بلایند ایدیت گاد (به انگلیسی: Blind Idiot God) یک گروه راک بدون کلام آمریکایی است که در اواخر دههٔ ۱۹۸۰ میلادی در سنت‌لوئیس میسوری پایه‌گذاری شد. اعضای اولیهٔ گروه اندی هاوکینز (گیتاریست)، گیب کتز (باسیست) و تد اپستین (درامر) بودند. زمانی که گرگ گین-گیتاریست بلک فلگ و مالک اس‌اس‌تی رکوردز- اولین دموی گروه با نام کاست نسخه نمایشی خود تولید شده را شنید برای آلبوم بعدی‌شان با آن‌ها قرارداد امضا کرد. آلبوم خدای احمق کور در سال ۱۹۸۷ و با لیبل اس‌اس‌تی روانهٔ بازار شد. آن‌ها در سال ۱۹۸۹ و ۱۹۹۳ ۲ آلبوم دیگر به نام‌های جریان‌های زیر آبی و سیکلوترون منتشر کردند. پس از آن فعالیت گروه مسکوت ماند تا این‌که در سال ۲۰۰۶ و با جایگزینی Tim Wyskida به جای تد اپستین کارشان را از سر گرفتند.
گرچه بلایند ایدیت گاد در اصل ریشهٔ هوی متال دارند، موسیقی‌شان عناصری از پانک راک، رگی/داب و تاثیر از آثار هنرمندان کلاسیک مانند جورج لیگتی و ایگور استراوینسکی را با خود دارد.